# Taizhou (Jiangsu)
32°29′N 119°54′Ø / 32.483°N 119.900°Ø
Taizhou (kinesisk skrift: 泰州; pinyin: Tàizhōu) er en by på præfekturniveau i provinsen Jiangsu i det østlige Kina. Præfekturet har et areal på 5.793 km² og en befolkning på 5,03 millioner mennesker (2004).
Byen ligger ved Yangtzeflodens nordlige bred.

## Administrative enheder
Taizhou består af to bydistrikter og fire byamter:
- Bydistriktet Hailing (海陵区), 210 km², 430.000 indbyggere;
- Bydistriktet Gaogang (高港区), 224 km², 190.000 indbyggere;
- Byamtet Jingjiang (靖江市), 665 km², 660.000 indbyggere;
- Byamtet Taixing (泰兴市), 1.256 km², 1,28 mill. indbyggere;
- Byamtet Jiangyan (姜堰市), 1.046 km², 900.000 indbyggere;
- Byamtet Xinghua (兴化市), 2.393 km², 1,55 mill. indbyggere.

## Historie
Taizhou er en by med lang historie. Den blev kaldt «Haiyang» i Chunqiu-perioden, og «Hailing» under Det vestlige Han-dynasti. Under Det østlige Jin-dynasti var det på like fot med Jinling (Nanjing), Guangling (Yangzhou) og Lanling (Changzhou).
Det fik præfekturnavnet «Taizhou» under Det sydlige Tang-dynasti; det betyder «Fredelig amt og lykkelige borgere», og det navnet har holdt sig.

## Trafik
Kinas hovedvej 328 løber gennem området, fra Nanjing via blandt andet Yangzhou til Nantong.